# Élan
《Élan》是芬兰交响金属乐队夜愿的单曲，为第八张专辑《Endless Forms Most Beautiful》的首张单曲。这是夜愿新女主唱、荷兰歌手弗罗·扬森演唱的首个曲目，也是Troy Donockley正式加入乐队后的首个曲目；此外Kai Hahto临时代替了Jukka Nevalainen。
乐队2014年12月8日在官方网站宣布该歌曲。键盘手兼歌曲作者托马斯·霍洛帕尼称，歌曲是“全长专辑的绝妙预告，亮出了稍许风味，但对即将到来的壮丽之旅揭露很少”。歌曲影片有多名芬兰名演员演出，“灵感来自芬兰各遗弃之地不为人知的故事”。
霍洛帕尼称歌曲的创作起点是沃尔特·惠特曼之言“我要成为生命的主宰而非奴隶/以强大的征服者迎接生活，除我之外没有什么能永远命令我”。他评论道，“歌曲基本主題無外乎生命的意義，一个或對我們所有人来说都不同的東西。让你自己‘自由下落’，不要畏惧于与众不同的路，这很重要”。贝斯手兼歌者Marco Hietala称这是他最喜欢的歌曲之一，他认为这是有关充实生活的作品。
单曲还收录了歌曲《薩根》，该曲目未收录于《Endless Forms Most Beautiful》。這首歌有关天體物理學家与科普作家卡爾·薩根。托马斯称樂隊原打算在专辑中收录该曲，但因超傳統CD的80分鐘容量而拆了出来。